# Geert Van Bondt
Geert Van Bondt (Ninove, 18 novembre 1970) è un dirigente sportivo ed ex ciclista su strada belga. Professionista dal 1994 al 2004, vinse la Gand-Wevelgem 2000. Dal 2012 è attivo come direttore sportivo, e dal 2018 ricopre tale incarico presso il team Quick-Step.

## Carriera
Nel corso della sua attività professionistica, durata dal 1994 al 2004, gareggiò per squadre come la TVM-Farm Frites, la Mercury-Viatel e la CSC, ottenendo svariati piazzamenti nelle corse di un giorno belghe e francesi. Nel 1996 fu secondo ai campionati belgi in linea, nel 1998 chiuse secondo alla Bruxelles-Ingooigem; nel 2000 vinse invece la Gand-Wevelgem e si classificò secondo alla E3 Prijs Vlaanderen e alla Kuurne-Bruxelles-Kuurne, mentre nel 2002 si piazzò secondo alla Parigi-Bourges. Fu inoltre convocato in Nazionale per i campionati del mondo in quattro occasioni tra il 1995 e il 1999.
Dal 2012 ricopre ruoli di direttore sportivo in formazioni professionistiche.

## Palmarès
- 1997

1ª tappa Circuit Franco-Belge
- 2000

Gand-Wevelgem
3ª tappa Post Danmark Rundt (Skanderborg > Faaborg)
- 2002

3ª tappa Rheinland-Pfalz-Rundfahrt

## Piazzamenti

### Competizioni mondiali
- Campionati del mondo

Duitama 1995 - In linea Elite: ritirato
Lugano 1996 - In linea Elite: ritirato
San Sebastián 1997 - In linea Elite: ritirato
Verona 1999 - In linea Elite: ritirato